# NGC 182
NGC 182 (ook wel PGC 2279, UGC 382, MCG 0-2-95 of ZWG 383.45) is een balkspiraalstelsel in het sterrenbeeld Vissen.
NGC 182 werd op 25 december 1790 ontdekt door de Duits-Britse astronoom William Herschel.